# 安照白
安照白（1882年—1940年代），谱名铮，字照白，又作兆伯或召伯，以字行，江苏无锡人。毕业于日本东京警察讲习所。历任福州警务厅卫生科科长、河南巡警教练所所长、苏州警察厅总务科科长代理厅长、以及国民革命军第十二独立师司令部及三十一军九十二师司令部参议等职。1940年9月出任无锡县县长，任内遭不明人士刺杀。

## 简介
1914年2月24日，任苏州警察厅科长。
1924年4月1日，任苏州警察厅厅长。
1930年4月28日，任江都县公安局局长。
1940年9月出任无锡县县长，任内遭不明人士刺杀。